# Manifesto dos Dezesseis
O Manifesto dos Dezesseis foi um documento escrito em 1916 pelos notórios anarquistas Piotr Kropotkin e Jean Grave em apoio aos Aliados na Primeira Guerra Mundial. Com a eclosão da guerra, Kropotkin e outros anarquistas que apoiavam a causa dos Aliados contra o Império Alemão e os demais Impérios Centrais defenderam sua posição no periódico anarquista Freedom, provocando fortes reações críticas. No decorrer do conflito, anarquistas por toda a Europa tomaram parte em movimentos anti-guerra, denunciando-a em periódicos, protestos e declarações públicas.
Na época, Kropotkin mantinha correspondência frequente com pessoas que compartilhavam de seu ponto de vista, e foi convencido por Jean Grave a escrever um documento encorajando os anarquistas a apoiarem os Aliados. O manifesto foi publicado nas páginas do controverso periódico socialista pró-guerra La Bataille em 14 de março de 1916, e, logo após, republicado em outros periódicos anarquistas da Europa. O manifesto declarava que o apoio à guerra era um ato de resistência contra o Império Alemão, e que a guerra deveria prosseguir até a sua derrota. Nesse ponto, os autores supunham que os partidos políticos que governavam a Alemanha seriam derrubados e que isso poderia trazer avanços para o movimento anarquista e para a emancipação da Europa e do povo alemão.
Apesar do título, o Manifesto dos Dezesseis originalmente teve quinze signatários — entre eles alguns dos mais notórios anarquistas europeus — e mais tarde foi assinado por mais cem. A posição do Manifesto estava em forte contraste com a de maior parte dos anarquistas da época, dos quais muitos denunciaram seus signatários e simpatizantes, que foram acusados de traição aos princípios anarquistas. Ao final da guerra, Kropotkin estava isolado, já que vários de seus antigos amigos afastaram-se dele. O movimento anarquista russo viu-se dividido, com uma facção opondo-se fortemente à guerra e outra apoiando a posição de Kropotkin frente as fortes críticas dos bolcheviques. Em países como a Espanha e a Suíça, a rejeição ao manifesto foi esmagadora, com seus partidários denunciados e marginalizados pelos membros do movimento anarquista.

## Contexto

### Antigermanismo de Kropotkin

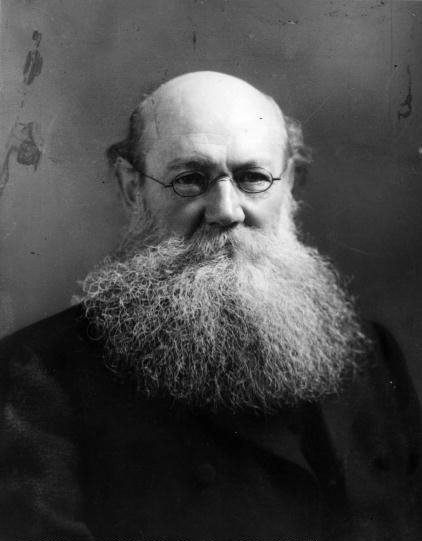
Piotr Kropotkin, um dos co-autores do Manifesto.

O antigermanismo era uma tendência forte nos movimentos revolucionários e progressistas da Rússia desde seus primórdios, por conta da influência alemã na aristocracia da então governante dinastia Romanov. O historiador anarquista George Woodcock sustentou que como a maioria dos russos, Kropotkin foi influenciado por opiniões semelhantes ao longo de sua vida, culminando em um forte antigermanismo no início da Primeira Guerra Mundial. Kropotkin também nutria forte desprezo pelo Partido Social-Democrata Alemão, baluarte do marxismo na Alemanha, que à época crescia rapidamente e que em sua concepção havia corrompido os movimentos revolucionários do país, além de enxergar com maus olhos a ascensão do Império Alemão sob o governo de Otto von Bismarck.
Após o assassinato do arquiduque Francisco Fernando da Áustria-Hungria, Kropotkin foi preso sob suspeita de ter motivado os assassinos. Na cadeia, Kropotkin foi entrevistado pelo The New York Times, e dessa entrevista resultou um artigo publicado no dia 27 de agosto de 1914. Referindo-se a Kropotkin como um "veterano agitador e democrata russo", o periódico citou-o como um apoiador otimista da recém iniciada guerra, acreditando que ela acabaria por ter um efeito de liberalização na sociedade russa. Em uma carta para Jean Grave, escrita em setembro daquele ano, Kropotkin criticou-o por desejar um fim pacífico ao conflito, insistindo que a guerra deveria continuar até a queda do Império Alemão visto que "as condições de paz seriam impostas pelo vencedor".
Meses depois, Kropotkin concedeu uma de suas cartas para ser incluída na edição de outubro de 1914 do periódico Freedom. Intitulada "Carta para Steffen", nela Kropotkin desenvolveu seu argumento em favor da guerra, dizendo que a força do Império Alemão havia impedido o progresso do movimento anarquista na Europa, e que o povo alemão era culpado tanto pela guerra como pelo Estado alemão. Também afirmou que a população russa iria radicalizar-se e unir-se após a vitória na guerra, impedindo a aristocracia russa de beneficiar-se dela. Nesse sentido, Kropotkin afirmou que os protestos contra a guerra eram desnecessários, e em vez disso, o conflito deveria prosseguir até a derrota do Império Alemão.
Os bolcheviques rapidamente responderam ao militarismo de Kropotkin, na intenção de beneficiarem-se politicamente. Lênin publicou um artigo em 1915, no qual atacou Kropotkin e os anarquistas russos em geral por sua postura pró-guerra, denunciando Kropotkin e outro inimigo político, Gueorgui Plekhanov, como "chauvinistas por oportunismo ou covardia"; em outros discursos e ensaios, Lênin referiu-se a Kropotkin como um "burguês" e "anarco-chauvinista".
Entre 1915 e 1916, Kropotkin manteve correspondências constantes com outros anarquistas, debatendo sobre a Primeira Guerra Mundial e levantando questões como o papel do internacionalismo durante o conflito e a possibilidade de promover o antimilitarismo naquele contexto. Kropotkin tomava posições firmes em favor da guerra nas suas correspondências, uma vez que estava predisposto a criticar com frequência o Império Alemão.

### Reações da militância anarquista

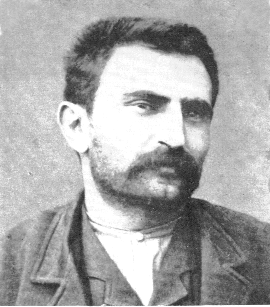
Errico Malatesta refutou publicamente o apoio dos libertários aos Estados Aliados na Primeira Guerra.

Alheios ao que o historiador Max Nettlau chamou de "iminência explosiva" da Primeira Guerra Mundial em sua eclosão em agosto de 1914, os anarquistas resignaram-se à realidade da situação, e depois de um tempo, passaram a tomar partido. Como todos os demais cidadãos, os anarquistas estavam condicionados a reagir de acordo com os interesses políticos de suas nações, cuja influência, em um primeiro momento, deixou de afetar poucos. Como constatou Nettlau, "havia todo o tipo de justificativas para o imperialismo, para o controle financeiro, e assim por diante. E, como Tolstói tinha morrido em 1910, nenhuma voz libertária ou poder moral eram ouvidos no mundo: nenhuma organização, fosse ela pequena ou grande, fazia-se ouvir". As atividades dos anarquistas na Europa foram limitadas após as divisões internas no movimento anarquista por conta das diferentes posturas tomadas em relação à guerra.
A edição de Freedom de novembro de 1914 incluía artigos de Kropotkin, Jean Grave, Warlaam Tcherkesoff e Verleben apoiando os Aliados, assim como uma refutação da "Carta para Steffen" de Kropotkin, escrita pelo anarquista italiano Errico Malatesta, intitulada "Os anarquistas esqueceram seus princípios".
É muito doloroso para mim me opor a um amado amigo como Kropotkin, que tanto já fez pela causa do anarquismo. Mas, pela mesma razão que Kropotkin é tão estimado e amado por todos nós, que é necessário que se faça saber que nós não lhe apoiamos em suas atitudes frente a guerra.— Errico Malatesta, 1914
Nas semanas seguintes, numerosas cartas criticando Kropotkin foram mandadas para o Freedom, que também foram publicadas, devido a imparcialidade do editor do periódico, Thomas Keell. Em resposta às críticas, Kropotkin enfureceu-se com Keell por não rejeitar tais cartas, denunciando-o como um covarde e indigno de seu cargo de editor. Mais tarde, foi convocada uma reunião dos membros do Freedom que, assim como Kropotkin, tinham um posicionamento pró-guerra, pedindo para que a saída do periódico fosse suspensa. Keell, o único anarquista anti-guerra chamado para a reunião, rejeitou a demanda, terminando o encontro em um hostil desacordo. O resultado foi o rompimento de Kropotkin com o Freedom, que continuou a ser publicado assumindo uma forte postura anti-guerra, predominante entre os editores do periódico.
Por volta de 1916, o conflito já havia se prolongado por quase dois anos, durante os quais os anarquistas em sua maioria tomaram parte em movimentos anti-guerra ao redor da Europa, posicionando-se contra a guerra em periódicos anarquistas e de esquerda. Em fevereiro de 1916, uma declaração pública foi emitida por uma assembleia internacional de anarquistas da Inglaterra, Suíça, Itália, Estados Unidos, Rússia, França e Holanda. O documento foi assinado por figuras proeminentes do movimento anarquista, como Emma Goldman, Alexander Berkman, Luigi Bertoni, Domela Nieuwenhuis, Saul Yanovsky, Harry Kelly, Thomas Keell, Lilian Wolfe, Rudolf Rocker e George Barrett. O documento também foi endossado por Errico Malatesta e Alexander Schapiro, dois dos três secretários eleitos no Congresso Internacional Anarquista de Amsterdã. Esta declaração afirmava que todas as guerras eram o resultado do sistema capitalista a das condições atuais da sociedade, e que portanto, não eram culpa de nenhum governo em particular; não considerava que uma "guerra defensiva" seria fundamentalmente diferente de uma "guerra ofensiva"; e encorajava todos os anarquistas à apoiarem somente a luta de classes e a libertação dos povos oprimidos como o único meio para acabar com as guerras entre os Estados-nação.
Como resultado de seu crescente isolamento, George Woodock aponta que Kropotkin e os anarquistas que apoiavam sua posição pró-guerra aproximaram-se nos meses que precederam a criação do Manifesto. Vários deles, como Jean Grave, Charles Malato, Paul Reclus e Christiaan Cornelissen, mais tarde viriam a assinar o documento.

## OManifesto

### Concepção e publicação

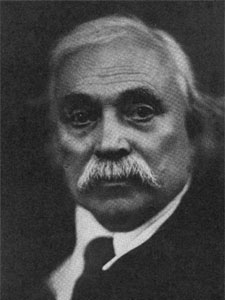
Jean Grave, co-autor do Manifesto e também um de seus principais defensores.

Por conta de sua saúde debilitada, Kropotkin não pôde viajar em 1916 e manteve uma correspondência frequente com vários anarquistas que compartilhavam seu ponto de vista, incluindo Jean Grave, que veio da França para visitar Kropotkin com sua mulher. Juntos, discutiram sobre a guerra e o apoio de Kropotkin aos Aliados, e Grave sugeriu a publicação de um documento incitando os anarquistas a apoiarem os esforços de guerra das Potências Aliadas. Inicialmente Kropotkin mostrou-se hesitante, devido a impossibilidade de alistar-se no serviço militar por conta de sua idade e de sua saúde, porém, acabou sendo persuadido por Grave.
Não se sabe ao certo quais partes do Manifesto cada um escreveu. Grave afirmou que ele havia escrito o manifesto e que Kropotkin o revisou. Em contrapartida, Gregori Maximoff afirmou que Kropotkin havia escrito o documento e que Grave fez apenas algumas pequenas alterações. George Woodcock constatou que o documento parecia ter uma grande influência das típicas preocupações de Kropotkin e de seus argumentos contra o Império Alemão, considerando que a autoria exata do documento não era algo importante.
O Manifesto data de 28 de fevereiro de 1916, e foi publicado pela primeira vez em La Bataille em 14 de março daquele ano. La Bataille era um controverso periódico socialista conhecido por suas posições pró-guerra, e por essa razão havia sido acusado de ser um meio de propaganda nacionalista por grupos de esquerda. O manifesto mais tarde foi republicado nos periódicosFreedom, em 14 de abril de 1916, e Libre Fédération, em maio do mesmo ano. A versão do Manifesto presente no periódico Libre Fédération incluía assinaturas adicionais de outros militantes pró-guerra.

### Conteúdo
O documento original, de dez parágrafos, inclui premissas filosóficas e ideológicas baseadas nas opiniões de Piotr Kropotkin.
O ensaio começava declarando que os anarquistas haviam resistido à guerra de forma coerente desde o início do conflito, e que os autores gostariam que a paz fosse alcançada através de uma conferência internacional de trabalhadores europeus. Continuando, argumentavam que os trabalhadores alemães muito provavelmente também estariam em acordo para pôr um fim ao conflito, e apresentavam diversas razões pelas quais seria desejado um armistício: os cidadãos alemães, após vinte meses de guerra, haviam compreendido que estavam sendo enganados ao acreditar que estavam tomando parte em uma guerra defensiva; que haviam reconhecido que o Estado alemão havia se preparado durante muito tempo para esse conflito, e como tal seria o culpado; que o Império alemão não poderia sustentar logisticamente uma ocupação dos territórios que havia conquistado; e que as pessoas que viviam em tais territórios ocupados eram livres para decidir se estes deveriam ser anexados ou não ao Império Alemão.
Vários parágrafos resumiam as potenciais condições de um armistício, rejeitando qualquer possibilidade de que o Império Alemão ditasse os termos de paz. Os autores também insistiam que o povo alemão deveria aceitar uma parcela da culpa por não ter demonstrado resistência frente aos acontecimentos que levaram o Império Alemão à guerra. Os autores argumentaram que um chamado imediato para negociações de paz não seria favorável, já que o Estado alemão poderia ditar as negociações através de sua posição de potência militar e diplomática. Em vez disso, o manifesto defendia que a guerra deveria continuar para que o Estado alemão perdesse sua força militar, e por extensão, sua capacidade de negociar.
Os autores proclamaram que, dadas suas convicções anarquistas, antimilitaristas e internacionalistas, o apoio à guerra era tão somente um ato de "resistência" contra o Império Alemão.
Em nossa profunda consciência, o ataque da Alemanha fora uma ameaça não só contra nossas esperanças de emancipação, e sim contra toda a evolução da humanidade. Por isso nós, anarquistas, nós, antimilitaristas, nós, inimigos da guerra, nós, apaixonados partidários da paz e da fraternidade entre os povos, tomamos parte pela resistência e acreditamos que não devemos separar o nosso destino daquele do resto da população.— Manifesto dos Dezesseis, 28 de fevereiro de 1916
O manifesto conclui que a vitória sobre a Alemanha e a queda do Partido Social Democrata Alemão e dos demais partidos que governavam o Império Alemão poderiam trazer avanços para o movimento anarquista e para a causa da emancipação da Europa e do povo alemão, e que os autores estariam dispostos a colaborar com os alemães para atingir tal objetivo.

### Signatários e partidários

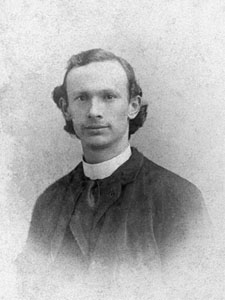
O sindicalista Christiaan Cornelissen foi um dos proeminentes signatários do Manifesto.

O manifesto foi assinado por alguns dos mais proeminentes anarquistas europeus. Os signatários eram originalmente quinze, porém o documento ficou conhecido como Manifesto dos Dezesseis porque o nome da cidade onde vivia o signatário argelino Antoine Orfila, Hussein Dey, foi confundido como sendo o décimo sexto nome entre as assinaturas. Os nomes de Jean Grave e Piotr Kropotkin constavam entre as primeira assinaturas, já que foram autores do documento.
Da França, os anarcossindicalistas Christiaan Cornelissen e François Le Levé foram signatários; Cornelissen foi um partidário da union sacrée, uma trégua entre o governo francês e os sindicatos durante a Primeira Guerra Mundial, e escreveu diversos panfletos antigermânicos; enquanto o jovem La Levé, de trinta anos de idade, se juntaria à Resistência Francesa durante a Segunda Guerra Mundial. Outro notório signatário francês foi Paul Reclus, filho do proeminente anarquista Élisée Reclus, que foi convencido a apoiar a guerra e o manifesto pelo anarquista japonês Sanshirō Ishikawa. Ishikawa assinou o documento como "Tchikawa".
Warlaam Tcherkesoff, anarquista georgiano, crítico do marxismo, jornalista e amigo de Kropotkin, também assinou o documento. Os demais signatários da publicação original foram Henri Fuss, Jacques Guérin, Charles-Ange Laisant, Charles Malato, Jules Moineau, Marc Pierrot e Ph. Richard. James Guillaume, anarquista suíço e que também compartilhava com Kropotkin posições pró-guerra, por razões desconhecidas, não assinou o documento inicialmente. O manifesto foi posteriormente assinado por cerca de mais cem anarquistas, metade deles italianos.

## Impacto

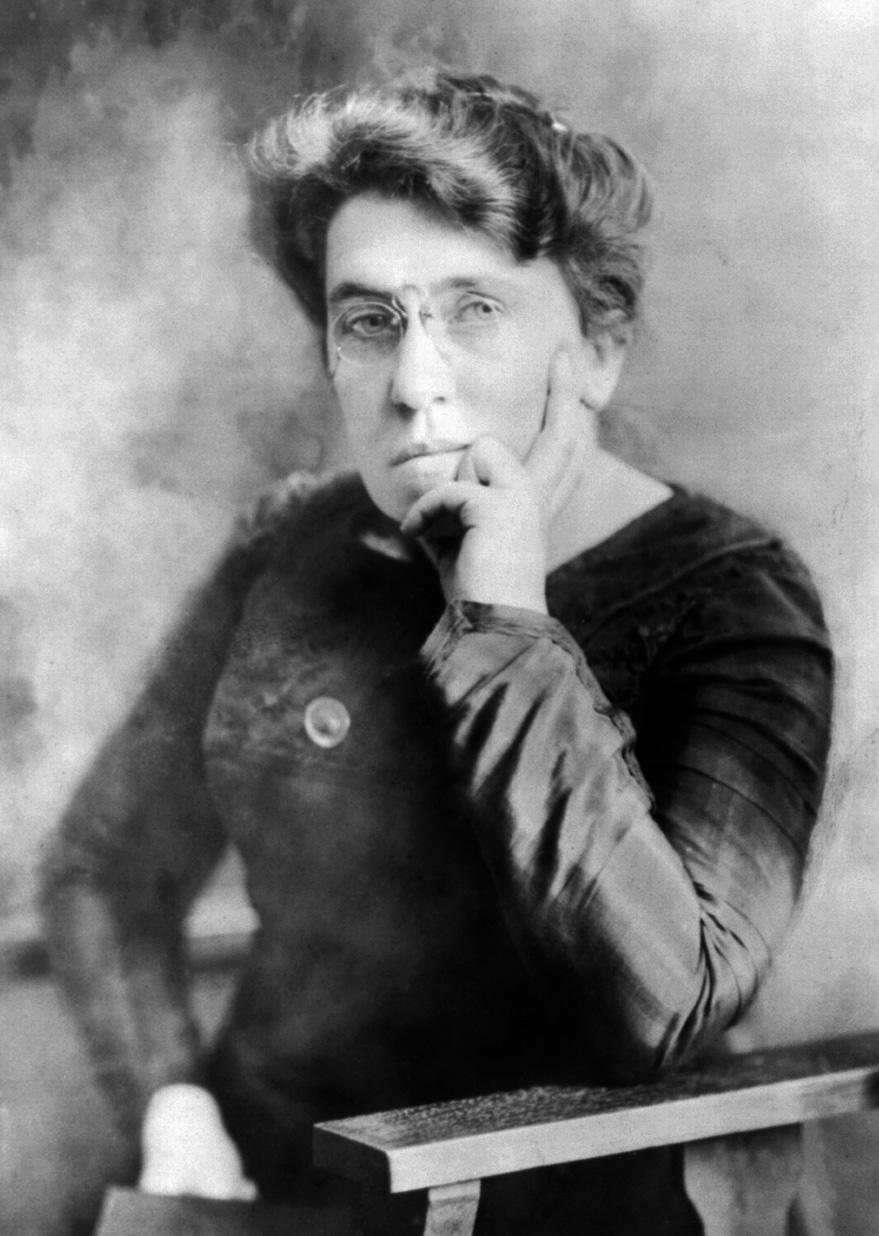
Emma Goldman fez forte opossição à guerra e passou dois anos presa nos Estados Unidos por conta de seu ativismo.

A publicação do Manifesto foi recebida com grande desaprovação pelo movimento anarquista internacional, e considerando seu impacto, George Woodcock afirmou que ele "apenas confirmou uma cisão que existia no movimento anarquista". Os signatários do Manifesto viam a Primeira Guerra Mundial como um conflito entre o imperialismo alemão e a classe trabalhadora internacional. Em contrapartida, a maior parte dos anarquistas da época, como Emma Goldman e Alexander Berkman, viam a guerra como um conflito entre capitalistas de diferentes estados imperialistas às custas da classe trabalhadora. Os partidários da posição de Kropotkin, no entanto, foram poucos, enquanto a esmagadora maioria dos anarquistas adotaram as posições de Goldman e Berkman.
Junto como uma reimpressão do Manifesto na edição do periódico Freedom de abril de 1916, estava uma resposta de Malatesta ao documento, intitulada "Anarquistas Governistas", que reconhecia "a boa fé e boas intenções" dos signatários do Manifesto, mas acusava-os de traírem os princípios anarquistas.
Os anarquistas, que permaneceram quase todos fiéis a suas convicções, têm o dever de protestar contra essa tentativa de envolver o anarquismo na continuidade de um feroz massacre, que nunca cumpriu qualquer a promessa de qualquer benefício para a causa da Justiça e da Liberdade e que agora, por si mesmo, mostra-se absolutamente desprovido de qualquer resultado, mesmo do ponto de vista dos dirigentes dos dois campos.— Errico Malatesta, 1916
Malatesta juntou-se a outros anarquistas notórios, como Luigi Fabbri, Sébastien Faure e Emma Goldman, denunciando o Manifesto e seus partidários.
Decidimos repudiar a posição de Peter, e felizmente nós não estávamos sozinhos nisso. Muitos outros sentiam-se como nós, ainda que fosse duro nos voltarmos contra o homem que durante tanto tempo havia sido nossa inspiração. (...) Para falar a verdade, eram só alguns contra os milhões ébrios de guerra, mas conseguimos circular pelo mundo o manifesto feito pelo Gabinete Internacional, e aumentamos nossas energias em casa para expôr a verdadeira natureza do militarismo.— Emma Goldman, Vivendo Minha Vida
Como resultado de seu firme apoio à guerra, a popularidade de Kropotkin declinou, e vários amigos cortaram relações com ele. Duas exceções foram Rudolf Rocker e Alexander Schapiro, porém ambos estavam presos na época. Consequentemente, Kropotkin isolou-se cada vez mais durante seus últimos anos em Londres, até retornar à Rússia logo após a Revolução Russa. Em Peter Kropotkin: His Federalist Ideas (1922), análise das obras de Kropotkin de Camilo Berneri, o autor expôs uma crítica à postura militarista do anarquista russo. Para Berneri, "com sua atitude pró-guerra, Kropotkin rompe com o anarquismo", afirmando que o Manifesto dos Dezesseis "marca o culminar da incoerência dos anarquistas pró-guerra", e que na Rússia, Kropotkin "também apoiou Kerensky a prosseguir com a guerra". O escritor anarquista Vernon Richards especula que se não fosse pela vontade de Thomas Keell, o editor de Freedom (firmemente contrário à guerra), de ceder espaço aos partidários da guerra para manifestarem suas opiniões e defenderem seus posicionamentos desde o início, talvez Kropotkin e os demais signatários do Manifesto estariam politicamente isolados desde muito antes.

### Rússia
O historiador Paul Avrich descreve que as consequências do apoio à guerra resultaram em uma divisão "quase fatal" no movimento anarquista russo. Os anarquistas de Moscou dividiram-se em dois grupos, com a maioria apoiando as posições de Kropotkin; e a minoria, repudiando-as, abandonando o anarcocomunismo de Kropotkin e aderindo ao anarcossindicalismo. Apesar disso, o movimento anarquista na Rússia continuou a ganhar força. Em um artigo publicado na edição de dezembro de 1916 de O Estado e a Revolução, o líder bolchevique Lênin acusou a grande maioria dos anarquistas russos de seguirem as ideias de Kropotkin e Grave, denunciando-os como "anarco-chauvinistas". Críticas semelhantes vieram de outros bolcheviques. Stálin, em uma carta escrita para Lênin, escreveu: "Recentemente li os artigos de Kropotkin — o velho tolo parece ter perdido totalmente a razão"; Trotsky também criticou o apoio de Kropotkin à guerra e denunciou-o como um partidário do "poder burguês":
O veterano anarquista Kropotkin, que conservava, desde a sua juventude, uma fraqueza em relação aos populistas, falando da guerra, negava tudo o que ele tinha ensinado quase meio século: negador do Estado, ele apoiou a Entente e, se ele se queixava da dualidade de poderes na Rússia, não era para reclamar a supressão do poder, mas era pelo poder único da burguesia.— Leon Trotsky, A História da Revolução Russa
O historiador George Woodock classificou tais críticas como aceitáveis, na medida em que eram direcionadas ao militarismo de Kropotkin. Entretanto, apontou as críticas aos anarquistas russos como sendo "injustificadas", e a respeito das acusações de que os anarquistas russos teriam abraçado a mensagem de Kropotkin e Grave, Woodcock afirma que apenas cerca de uma centena de anarquistas assinaram pronunciamentos em favor da guerra; e a maioria dos anarquistas em todos os países mantiveram uma postura antimilitarista tão coerente como a dos bolcheviques.

### Suíça e Espanha
Em Genebra, um raivoso grupo de "internacionalistas" – Grossman-Roštšin, Alexander Ghe, K. Orgeiani, entre outros – denunciaram os anarquistas que apoiaram a guerra como "anarco-patriotas". Eles sustentavam que a única guerra aceitável para os "verdadeiros" anarquistas era a guerra de classes, que derrubaria a burguesia e suas instituições opressoras. Jean Wintsch, fundador da Escola Ferrer de Lausanne e editor do periódico Libre Fédération, foi isolado do movimento anarquista suíço quando alinhou-se aos signatários do Manifesto.
Os anarcossindicalistas espanhóis, que opuseram-se à guerra argumentando que nenhum dos estados beligerantes estava do lado dos trabalhadores, repudiaram rigorosamente Kropotkin e os demais signatários do Manifesto. Um pequeno número de anarquistas galegos e asturianos que apoiaram o Manifesto foram isolados e marginalizados pela maior parte dos anarcossindicalistas catalões, que na época eram maioria na Confederación Nacional del Trabajo.